# Новікова Тетяна Опанасівна
Тетя́на Опана́сівна Новікова (22 лютого 1956 — 8 травня 2008Причина смерті?) — суддя Верховного Суду України. Заслужений юрист України. Суддя вищого кваліфікаційного класу.

## Життєпис
Народилася 22 лютого 1956 року. Після закінчення юридичного факультету Київського державного університету імені Т. Г. Шевченка працювала старшим юрисконсультом Київської міської контори Будбанку СРСР. З 1985 року — державний арбітр Державного арбітражу при Київському міськвиконкомі, а з 1989 року — Держарбітражу УРСР.
З утворенням в Україні системи арбітражних судів у 1991 році — суддя, заступник голови арбітражної наглядової колегії, заступник голови колегії з перегляду рішень, заступник голови судової колегії по перегляду рішень, ухвал, член президії Вищого арбітражного суду України.
З 1994 року — член Вищої кваліфікаційної комісії суддів України.
У 2002 році перейшла на роботу в новостворену Судову палату у господарських справах Верховного Суду України. Була членом редакційної колегії офіційного друкованого органу Вищого господарського суду України «Вісник господарського судочинства».
Жила в Києві. Померла 8 травня 2008 року. Похована на Байковому кладовищі.